# علی‌اکبر مولوی
سرتیپ علی‌اکبر مولوی(۱۳۰۵–۵ اردیبهشت ۱۳۵۱) افسر ارتشی که ریاست ساواک تهران، ریاست ویژه پیمان بغداد، ریاست پلیس راه و ریاست فدراسیون کشتی از ۱۳۴۸ تا ۱۳۵۰ بود.
علی‌اکبر مولوی فرزند عبدالحسین متولد سال ۱۳۰۵ در تهران بود. او تحصیلات ابتدایی و متوسطه را در تهران گذراند و سپس به دانشکده افسری و دانشگاه جنگ رفت و در سال ۱۳۲۲ از این دانشگاه فارغ‌التحصیل شد.
پس از کودتای ۲۸ مرداد و تشکیل ساواک وی به ساواک پیوست و مورد حمایت تیمور بختیار  قرار گرفت وی که نسبت نسبی با بختیار داشت(برادرش باجناق بختیار بود)، در سال ۱۳۳۹ به ریاست ساواک تهران رسید. او در برخورد با مخالفان حکومت در زمان دستگیری، بازجویی، شکنجه بسیار سخت برخورد می‌کرد. او تا سال ۱۳۴۳ در ساواک باقی ماند و در داستان جدایی سپهبد تیمور بختیار از ساواک مورد ظن واقع شده و به شهربانی منتقل شد.
گفته می‌شود ولی در غائله ۱۵ خرداد و برخورد با روح‌الله خمینی نقشی مؤثر داشت. پس از آزادی خمینی در سال ۱۳۴۳ مولوی از سوی حکومت وقت مأموریت یافت وی را به قم بازگردانده و مسئولیت تام در خصوص هر گونه اخذ تصمیم در مورد وی را داشت.
مهدی عراقی، سید حمید روحانی مدعی است که در مراسم استقبال از خمینی در مدرسه فیضیه قم مولوی شخصاً حضور داشته و به ضرب و شتم مردم می‌پرداخت. و همچنین فرمانده گروهی که مسئول دستگیری از خمین را داشتند سرهنگ مولوی بوده‌است.
مولوی در شهریور ۱۳۴۹ به سمت معاون پلیس راه و در تیرماه ۱۳۵۰ به عنوان رئیس پلیس راه منصوب گردید. او در پنجم اردیبهشت ۱۳۵۱ بر اثر سقوط هلیکوپتر درگذشت.